# Mezosyderyty

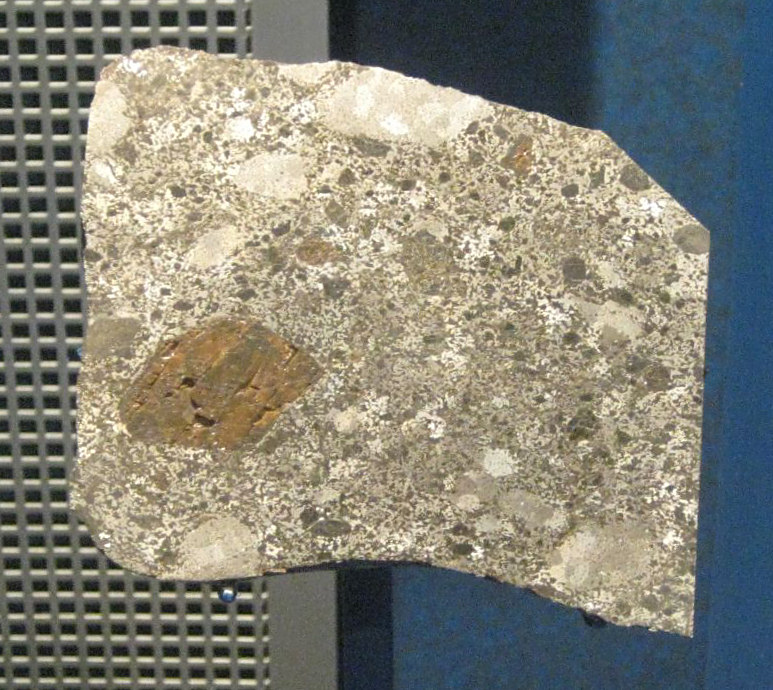
Meteoryt Chinguetti

Mezosyderyty – grupa meteorytów kamienno-żelaznych. W masie krzemianowej składającej się z oliwinu, ortopiroksenu, plagioklazu wtopione są fragmenty meteorytowego żelaza (kamacyt, taenit). Budowa strukturalna mezosyderytów wskazywać może na przejście przez nie procesu dyferencjacji. Przykładem mezosyderytu jest meteoryt Łowicz.